# Delftsche Studenten Weerbaarheid
De Delftsche Studenten Weerbaarheid (kortweg D.S.W.) is een Nederlandse studentenweerbaarheid die onderdeel uitmaakt van het Delftsch Studenten Corps (DSC). D.S.W. bestaat uit zowel mannelijke als vrouwelijke leden van het DSC. Het moederregiment van de D.S.W. is het Regiment Limburgse Jagers.

## Geschiedenis
Omstreeks 1850, kort na de oprichting van het DSC, richten leden van het DSC een vereniging op ter bevordering van hun schietvaardigheid (ter lijfsbehoud bij een eventueel duel), "Buks- en Pistoolgezelschap, Diletto et Arme". In een kort doch roemrijk bestaan werd Z.M. Koning Willem III Beschermheer van Diletto et Arme en werd de Prins van Oranje, Willem van Oranje-Nassau, buitengewoon Erelid - ook zo opgenomen in de corps-almanak. In 1867 maakte het gezelschap echter plaats voor de 1e Afdeling (de studentenweerbaarheid afdeling) van de Vereeniging tot Bevordering van 's Lands Weerbaarheid "Frederik Hendrik". De 2e Afdeling bestond enkel uit burgers. Beide afdelingen vielen onder een gezamenlijk bestuur, waarin twee studenten zitting hadden. Een aantal jaren hielden de afdelingen gezamenlijke oefeningen. Op een gegeven moment voelden de studenten echter bezwaar bij het feit dat burgers medezeggenschap hadden omtrent het reilen en zeilen van de 1e Afdeling. Zo wenste het bestuur niet bij te dragen aan de kosten van de interacademiale schietwedstrijden, terwijl studenten hier graag aan wilden deelnemen. Toen de onenigheden tussen de burgers en studenten niet langer waren te overbruggen besloot de 1e Afdeling zelfstandig voorwaarts te gaan. Zo werd op zaterdag 22 maart 1890 de Delftsche Studenten Weerbaarheid opgericht.

## Ceremonieel tenue

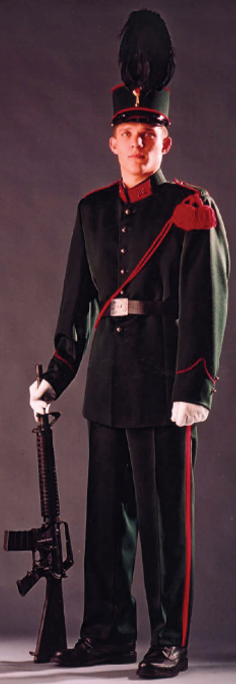
Het Ceremoniële Tenue van de Delftsche Studenten Weerbaarheid.

Het ceremoniële tenue van de D.S.W. is gebaseerd op het ceremoniële tenue van de Limburgse Jagers.

### Samenstelling
Hoofddeksel
Het hoofddeksel is een brons-groene kepie dat voorzien is van een zwarte pluim van hanenveren.
Jas
De brons-groene jas is voorzien van ponceaurode biezen.
Broek
De broek heeft dezelfde brons-groene kleur als de jas en heeft aan de zijkant over de lengte een ponceaurode bies.
Lederwerk
Over de jas wordt een lederen koppel gedragen met een gesp. Op de gesp is het embleem van het Regiment Limburgse Jagers afgebeeld.
Schoeisel
De D.S.W.'ers dragen zwarte schoenen.
Bewapening
Het wapen dat de D.S.W.'ers bij zich dragen is het FAL-geweer (onklaar gemaakt).
Handschoenen
Eenieder draagt wit katoenen handschoenen.

### Detachementscommandant en overige Officieren der D.S.W.
Bestuurders van de D.S.W. zijn, evenals bestuurders van andere studentenweerbaarheden, voor hun termijn als bestuurder dragers van militaire rangen der officieren. Dit komt onder meer tot uiting in het CT van de D.S.W.
- De kepie is voor officieren voorzien van een extra zilveren rand.
- Officieren dragen een oranje bandsjerp met twee kwasten die links voor de bies hangen, in plaats van de lederen koppel.
- Voor officieren zitten op de schouders zilverkoord gevlochten epauletten.
- Officieren dragen een fourragère uitgevoerd in zilver, waarbij de rang valt af te lezen aan het aantal kwasten.
- Officieren dragen zwart lederen bottines zonder hakbalsporen, in plaats van de halfhoge zwart leren veterschoenen.

De detachementscommandant draagt -  anders dan de overige officieren en D.S.W.'ers - een wandelsabel (model KL M1912), in plaats van het FAL-geweer.